# Eurysternodes
Eurysternodes là một chi bọ cánh cứng thuộc họ Scarabaeidae.